# Irineu Andreassa
Irineu Andreassa OFM (* 15. Dezember 1949 in Iacri) ist ein brasilianischer Ordensgeistlicher und emeritierter römisch-katholischer Bischof von Ituiutaba.

## Leben
Irineu Andreassa trat der Ordensgemeinschaft der Franziskaner bei und empfing am 16. Dezember 1978 die Priesterweihe.
Papst Benedikt XVI. ernannte ihn am 11. November 2009 zum Bischof von Lages. Die Bischofsweihe spendete ihm der Bischof von Bauru, Caetano Ferrari OFM, am 24. Januar des nächsten Jahres; Mitkonsekratoren waren Osvaldo Giuntini, Bischof von Marília, und João Oneres Marchiori, Altbischof von Lages. Die Amtseinführung im Bistum Lages fand am 28. Februar 2010 statt. Als Wahlspruch wählte er FAZER O AMOR SER AMADO.
Am 30. November 2016 ernannte ihn Papst Franziskus zum Bischof von Ituiutaba.
Papst Leo XIV. nahm am 22. Mai 2025 seinen altersbedingten Rücktritt an.